# Le Médecin de famille (film)
Pour plus de détails, voir Fiche technique et Distribution.
Le Médecin de famille (Wakolda) est un thriller argentino-franco-hispano-norvégien coproduit, écrit et réalisé par Lucía Puenzo et sorti en 2013, adapté de son roman Wakolda.
Il est sélectionné pour représenter l'Argentine aux Oscars du cinéma 2014 dans la catégorie meilleur film en langue étrangère.

## Synopsis
Bariloche (Argentine), 1960. Une famille argentine, dont la mère, d'ascendance germanique, parle couramment l'allemand, fait la connaissance d'un médecin originaire d'Allemagne. Il vient s'installer dans la région, mais au lieu de louer une chambre en ville il devient le premier client de l'hôtel qu'ouvrent les parents, Enzo et Eva.
Il s'intéresse particulièrement à Lilith, leur fillette de 12 ans, qui souffre d'un retard de croissance, et propose à ses parents un traitement expérimental pour y remédier. Il surveille aussi la grossesse d'Eva, qui s'avère attendre des jumeaux.
À cause du traitement, Lilith tombe malade. Malgré son « handicap », son camarade de classe, Otto, tombe amoureux d'elle. Jusqu'au jour où il se fait expulser. On ne le revoit plus après.
Lilith est inscrite à l'école allemande de Bariloche, où elle subit les moqueries pour sa petite taille. Elle y rencontre aussi une photographe, Nora Edloc, qui observe le pensionnaire de ses parents. Alors que la traque d'un autre nazi réfugié en Argentine, Eichmann, est aussi en cours, la jeune femme est vite convaincue que le médecin n'est autre que Josef Mengele.

## Fiche technique
- Titre : Le Médecin de famille
- Titre original : Wakolda
- Titre anglais : The German Doctor
- Réalisation : Lucía Puenzo
- Scénario : Lucía Puenzo d'après son roman Wakolda
- Direction artistique :
- Décors : Marcelo Chaves
- Costumes :
- Montage : Hugo Primero
- Musique : Daniel Tarrab
- Photographie : Nicolás Puenzo
- Son : Fernando Soldevila
- Production : Gudny Hummelvoll, José María Morales, Lucía Puenzo et Fabienne Vonier
- Sociétés de production : Historias Cinematograficas Cinemania, Hummelfilm, Pyramide Production, Stan Jakubowicz et Wanda Films
- Sociétés de distribution :  Walt Disney Studios Distribution /  Pyramide Distribution
- Pays d’origine :  Argentine/ France/ Espagne/ Norvège
- Budget :
- Langue : espagnol/allemand/hébreu
- Durée : 94 minutes
- Format :
- Genre : thriller
- Dates de sortie : 
  -  France : 21 mai 2013 (Festival de Cannes 2013) ; 6 novembre 2013 (sortie nationale)
  -  Argentine : 19 septembre 2013
  -  Espagne : 11 octobre 2013

## Distribution
- Àlex Brendemühl : Josef Mengele
- Florencia Bado : Lilith, 12 ans
- Natalia Oreiro : Eva, la mère de Lilith
- Diego Peretti : Enzo, le père de Lilith
- Elena Roger : Nora Edloc, la photographe
- Guillermo Pfening : Klaus
- Ana Pauls : l'infirmière
- Abril Braunstein : Ailín
- Alan Daicz : Tomás
- Juani Martínez : Otto

## Distinctions

### Sélections
- Festival de Cannes 2013 : sélection « Un certain regard »
- Festival international du film de Palm Springs 2014
- 10 Prix Sud dont ceux des meilleurs film, réalisateur et acteur